# هاريل إف. بيك
هاريل إف. بيك (بالإنجليزية: Harrell F. Beck)‏ هو عالم الكتاب المقدس أمريكي، ولد في 2 مارس 1922 في ليونس في الولايات المتحدة، وتوفي في 10 ديسمبر 1987.